# 王龔
王 龔（おう きょう、生没年不詳）は、後漢の政治家。字は伯宗。本貫は山陽郡高平県。

## 経歴
累代の豪族の家に生まれた。孝廉に察挙され、青州刺史に累進して、汚職をはたらく太守数人を弾劾した。安帝に賞賛され、洛陽に召還されて尚書に任じられた。121年（建光元年）、司隷校尉に抜擢された。122年（延光元年）、汝南太守として出向した。王龔の政治は温和をたっとび、才能ある人士を好むもので、汝南郡出身の黄憲や陳蕃らを推挙した。
126年（永建元年）、洛陽に召還されて太僕となり、太常に転じた。128年（永建3年）、茂陵で火災があったため、太常である王龔は節を持って茂陵のことを武帝廟に報告した。129年（永建4年）9月、司空に任じられた。133年（陽嘉2年）4月に洛陽で地震が起こると、5月に王龔は司空を免官された。
136年（永和元年）12月、太尉に任じられた。王龔は宦官たちの専横を憎んでおり、137年（永和2年）には中常侍の張昉らが国政を壟断しているとして、処断するよう上奏した。宦官たちは王龔を恐れて、賓客たちに王龔の罪を誣告させた。ときに李固が大将軍の梁商の下で従事中郎をつとめており、王龔を擁護するように梁商に勧めた。そこで梁商が順帝に言上したため、王龔は事なきをえた。
王龔は老病を理由に引退を願い出て、140年（永和5年）9月に太尉を辞した。後に家で死去した。
子に王暢があった。

## 伝記資料
- 『後漢書』巻56 列伝第46